# Ulises Dumont
Ulises Dumont (Buenos Aires, 7 de abril de 1937 - Buenos Aires, 29 de noviembre de 2008) fue un  actor argentino de cine, teatro y televisión.

## Biografía
Comenzó su carrera en 1964, cuando debutó en la obra de teatro Yerma, de Federico García Lorca. Uno de sus más recordados trabajos fue en Yepeto (1999), y anteriormente en la obra Arlequino, servidor de dos patrones (1976) de Carlo Goldoni, dirigida por Villanueva Cosse y coprotagonizada por Gianni Lunadei.
En sus trabajos con cineastas como Carlos Sorín o Juan José Campanella encontró felices confluencias estéticas que resolvió con arrolladora e inusual creatividad.
Entre 1969 y 1973 estuvo en pareja con la actriz Leonor Manso. Tuvieron un hijo, Enrique Dumont, nacido en 1970 quien es actor.
Tras más de un mes de internación en el hospital Dupuytren, Dumont falleció el 29 de noviembre de 2008 a raíz de una dolencia cardíaca. Sus restos descansan en el Cementerio de la Chacarita.

## Filmografía
- ¡Hostias! (en preproducción)
- El borde del tiempo (2014)
- Negro Buenos Aires (2014)
- El grito en la sangre (2012)
- El fin de la espera (2011)
- Danza porca (2009)
- Ni dios, ni patrón, ni marido (2009)
- La herencia (2009)
- Horizontal/Vertical (2008)
- Tus ojos cuando llueven (2008)
- Yo la recuerdo ahora (2007)
- Ese mismo loco afán (2007)
- 1 peso, 1 dólar (2006)
- Próxima salida (2004)
- Un mundo menos peor (2004)
- Diarios de motocicleta (2004)
- Conversaciones con mamá (2004)
- Rosas rojas... rojas (2003)
- Grimm (2003)
- La esperanza (2003)
- Sueños atómicos (2003)
- Smoking Room (2002)
- Rosarigasinos (2001)
- Ciudad sin luz (2001)
- El mar de Lucas (2000)
- Los días de la vida (2000)
- El astillero (2000)
- Una historia de tango (cortometraje - 2000)
- Cerca de la frontera (2000)
- Sólo gente (2000)
- Zapallares (cortometraje - 1999)
- El mismo amor, la misma lluvia (1999)
- Yepeto (1999)
- El viento se llevó lo que (1998)
- Doña Bárbara (1998)
- Sus ojos se cerraron y el mundo sigue andando (1998)
- El Che (1997)
- El paseo de Maltecci (corto - 1997)
- Historias clandestinas en La Habana (1996)
- Policía corrupto (1996)
- Juntos, in any way (corto - 1996)
- El cóndor de oro (1995)
- El censor (1995)
- Fotos del alma (1995)
- Historias de amor, de locura y de muerte (1994)
- Sin opción (1994)
- Bar de mala muerte (corto - 1993)
- Al filo de la ley (1992)
- La redada (1991)
- Billetes, billetes... (1988)
- Bajo otro sol (1988)
- Gracias por los servicios (1988)
- Sur (1987)
- El año del conejo (1987)
- Con la misma bronca (inconclusa - 1987)
- La película del rey (1986)
- Te amo (1986)
- De halcones y palomas (inédita - 1986)
- Contacto ninja en la Argentina (inédita - 1986)
- Cuarteles de invierno (1984)
- La Rosales (1984)
- Los chicos de la guerra (1984)
- El hombre que ganó la razón (no estrenada comercialmente - 1984)
- No habrá más penas ni olvido (1983)
- Los enemigos (1983)
- La invitación (1982)
- Últimos días de la víctima (1982)
- El hombre del subsuelo (1981)
- Tiempo de revancha (1981)
- Los crápulas (1981)
- Las vacaciones del amor (1981)
- Sentimental (réquiem para un amigo) (1981)
- Este loco amor loco (1979)
- La fiesta de todos (1978)
- La parte del león (1978)
- Nunca dejes de empujar, Antonio (mediometraje - 1978)
- El casamiento de Laucha (1977)
- Crecer de golpe (1976)
- ¡Quiero besarlo Señor! (1973)
- Autocine mon amour (1972)
- Estoy hecho un demonio (1972)
- La gran ruta (1971)
- Dos quijotes sobre ruedas (1966)

## Teatro
- Arlequino, servidor de dos patrones
- Yepeto
- Antes de entrar dejen salir
- Almas gemelas
- Gris de ausencia
- Rápido nocturno, aire de foxtrot
- Viejos conocidos
- Periferia
- El casamiento
- La Nona
- Serafín de jaula
- Ciudad nuestra Buenos Aires
- Los millones de Orofino
- El último virrey
- En Pampa y la vía
- Romeo y Julieta
- Teatro nuestro

## Televisión
- La baranda (1969)
- Matrimonios y algo más (1970)
- Politikabaret (1971)
- Un mundo de veinte asientos (1978)
- Hombres en pugna (1980)
- Los hilarantes (1982)
- Nosotros y los miedos (1982)
- Hombres de ley (1987)
- La bonita pagina (1989/1990)
- Le roi de Patagonie (telefilm - 1990)
- Atreverse (1990)
- Un día volveré (1993)
- Sin condena (1993/1994)
- Alén, luz de luna (1996)
- Drácula (1999)
- Tiempo final (2000)
- Un cortado, historias de café (2001)
- Criminal (2005)
- Mujeres asesinas (2005)
- Montecristo (2006)
- Los cuentos de Fontanarrosa (2007)
- Rosa, Violeta y Celeste (2009)

## Premios y distinciones
Festival Internacional de Cine de San Sebastián
| Año  | Categoría                       | Película     | Resultado |
| ---- | ------------------------------- | ------------ | --------- |
| 1983 | Mención de honor al mejor actor | Los enemigos | Ganador   |

- Diploma al mérito Konex (Actor dramático de radio y TV, 1981).
- Mejor actor en el Festival de Cine Latinoamericano de La Habana (por "Los enemigos", 1983).
- Premio Konex de Platino y Diploma al Mérito (Actor dramático de radio y TV, 1991).
- Mejor actor en el Festival de Cine Ibérico y Latinoamericano de Biarritz (por "Los enemigos", 1983).
- Mejor actor en el Festival de Cine Ibérico y Latinoamericano de Biarritz (por "El censor", 1995).
- Mejor actor en el Festival de Cine de La Habana (por "El censor", 1995).
- Premio "India Catalina" al mejor actor, Festival de Cartagena (por "Sus ojos se cerraron", 1997).
- Mejor interpretación masculina en el Festival de Cine de La Habana (por "El viento se llevó lo que", 1998).
- Mejor actor en el Festival de Cine Ibérico y Latinoamericano de Biarritz (por "Yepeto", 1999).
- Mejor actor en el Festival de Cine de Santo Domingo (por "Yepeto", 1999).
- Mejor actor en el Festival de Cine de Miami (por "Yepeto", 1999).
- Mejor actor en el Festival de Cine de Santa Cruz de la Sierra (por "Yepeto", 1999).
- Cóndor de plata al mejor actor (por "Yepeto", 1999).
- Mejor interpretación masculina en el Festival de Cine de Gramado (por "El mismo amor la misma lluvia", 1999).
- Diploma al mérito Konex (Actor de cine, 2001).[3][4]